# Michel Plasson

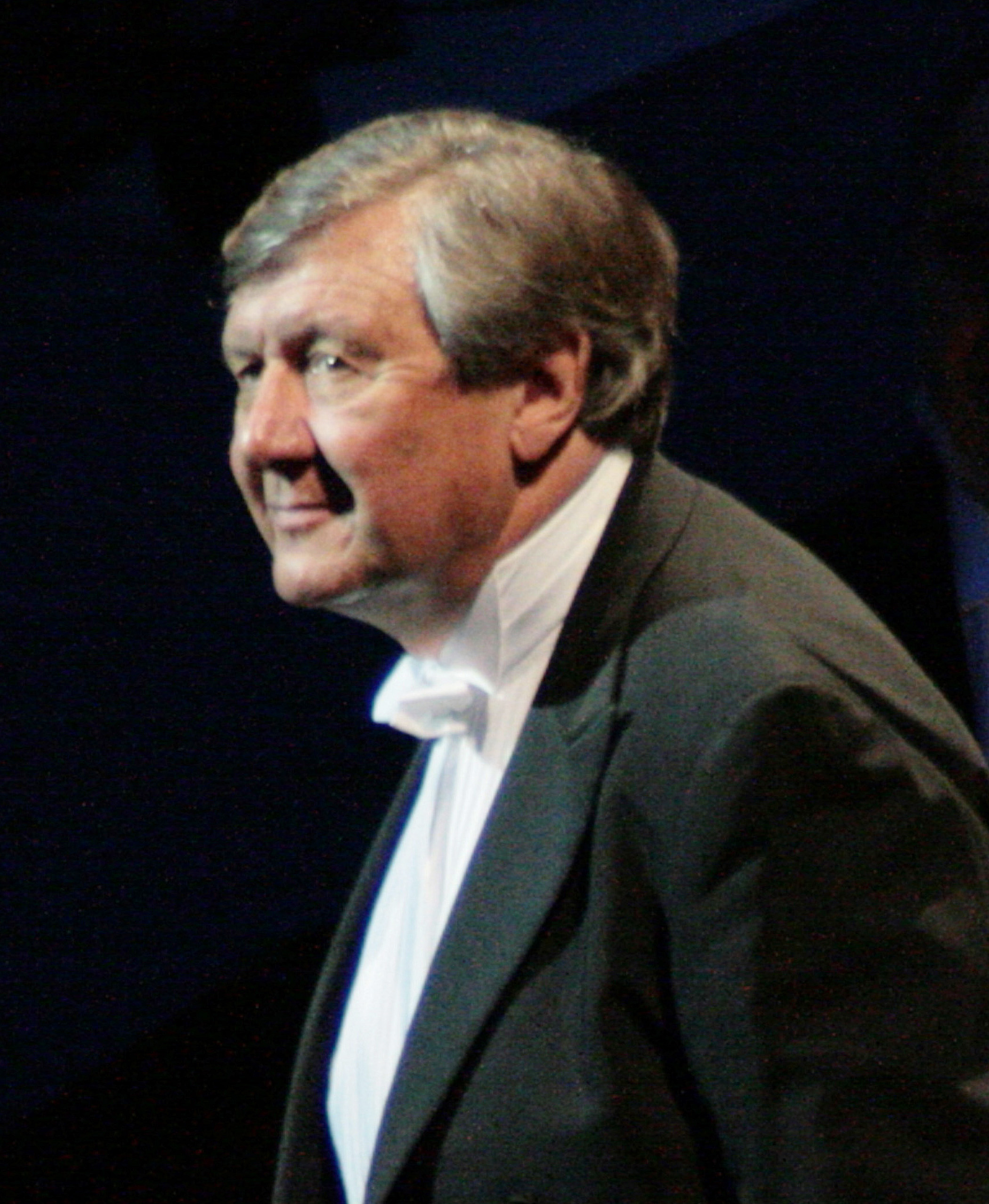
Michel Plasson in 2008

Michel Plasson (Parijs, 2 oktober 1933) is een Franse dirigent. 

## Loopbaan
Michel Plasson is afkomstig uit een familie van musici. Hij studeerde bij Lazare Lévy aan het Conservatoire de Paris.  Tot 1958 had hij een bijverdienste als drummer in diverse Parijse nachtclubs en cabarets en als sessiemuzikant bij opnamen van onder anderen Édith Piaf.
In 1962 won hij de eerste prijs op het concours voor jonge dirigenten van het "Festival international de musique de Besançon Franche-Comté", waarna hij tot 1965 in de Verenigde Staten verbleef om zijn vak te vervolmaken bij Charles Münch, Erich Leinsdorf, Pierre Monteux en Leopold Stokowski. Na drie jaar als muzikaal directeur in Metz werd hij in 1968 chef-dirigent van het Orchestre nationale du Capitole de Toulouse, dat hij opkweekte tot een hoog niveau. Vanaf 1973 had hij de algehele artistieke leiding over niet alleen het symfonieorkest, maar ook de opera in het Capitool van Toulouse. In het midden van de jaren zeventig liet hij de Halle aux Grains verbouwen tot het nieuwe onderkomen voor het orkest. Hij bleef aan tot 2003, toen hij tot eredirigent werd benoemd. Daarnaast was Plasson eerste gastdirigent bij het Tonhalle Orchester Zürich (1987-1991) en chef-dirigent van de Dresdner Philharmonie (1994-2001). Hij vervulde vele gastdirecties bij symfonieorkesten en operahuizen over de gehele wereld. Zo bracht hij geruime tijd door in China (waar hij zeven jaar chef-dirigent was van het Nationaal Symfonieorkest van Peking) en Japan (het Tokio Philharmonisch Orkest). Ook op hoge leeftijd is hij nog actief. Zo stond hij in november 2018 voor het Rotterdams Philharmonisch Orkest met een programma met muziek van Debussy en Saint-Saëns.
Als dirigent legt Plasson de nadruk op vakmanschap. Hij is geen showdirigent en is er niet op uit om allerlei ongehoorde betekenislagen uit de muziek te puren. In zijn opvatting behoort het handwerk voorop te staan en streeft hij naar een emotioneel en technisch "onvervalste" muzikale expressie. 
Plassons repertoire is uitgebreid. Hij geldt als een specialist in de werken van Jules Massenet en Jacques Offenbach. In het bijzonder heeft hij zich toegelegd op Franse muziek, ook van minder bekende componisten. Zo heeft hij veel premières gedirigeerd van composities van Aubert Lemeland, die in 1973 zijn eerste symfonie aan hem opdroeg. 
Voor de platenlabels EMI Music en Berlin Classics maakte hij opnamen van zowel symfonische muziek als opera's van Hector Berlioz, Georges Bizet (Carmen en Les pêcheurs de perles), Johannes Brahms (Rinaldo en andere vocale muziek), Ernest Chausson (Symfonie), Claude Debussy, Henri Dutilleux, Gabriel Fauré (Pelléas et Mélisande), César Franck (Rédemption), Charles Gounod (Faust), Arthur Honegger (alle symfonieën), Vincent d'Indy (Tweede symfonie), Édouard Lalo (Le Roi d'Ys), Franz Liszt (symfonische gedichten), Albéric Magnard (de opera Guercœur en alle symfonieën), Jules Massenet (Werther en Le Cid), Darius Milhaud, Jacques Offenbach (La belle Hélène, La Vie parisienne), Maurice Ravel, Camille Saint-Saëns, Joseph Guy Ropartz (Derde symfonie), Albert Roussel (Padmâvatî en Résurrection), Richard Strauss, Giuseppe Verdi (Jérusalem) en vele anderen.
In 2010 werd Michel Plasson benoemd tot commandeur in het Franse Legioen van Eer. Zijn vrouw Mercédès Plasson geboren Desbos (1926) is violiste en hun zoon Emmanuel Plasson (1965) is ook dirigent.